# Налбандян, Альберт Мамиконович
Альберт Мамиконович Налбандян (род. 20 августа 1940 года, Владикавказ) — поэт, главный редактор единственного в мире русскоязычного армянского литературного журнала «Литературная Армения». Переводчик с армянского языка на русский, в основном поэзии. Перевёл многие произведения классиков армянской литературы и современных писателей (В. Терьян, Д. Варужан, М. Пешикташлян, М. Мецаренц и др.).

### Биография
Родился 20 августа 1940 г. во Владикавказе. Среднюю школу окоончил в Моздоке, выпускник Северо-Осетинского педагогического института. Работал на Северо-Осетинской студии телевидения, после в редакции газеты «Макеевский рабочий» (г. Макеевка, Донецкая обл.). В 1973 г. переехал в Ереван. Работал в информационном агентстве «Арменпресс». Журнал «Литературная Армения» (до 1977 года).  Член Союза писателей Армении с 1976 г. В 1979 г. окончил Высшие литературные курсы при Союзе писателей СССР. С 1987 г. главный редактор единственного в мире армянского русскоязычного литературного журнала «Литературная Армения». Мастер спорта по шахматам.
Переводчик с армянского языка на русский, в основном поэзии. Перевел многие произведения классиков армянской литературты и современных писателей (В. Терьян, Д. Варужан, М. Пешикташлян, М. Мецаренц и др.).

### Сочинения
- Вполголоса: стихи. Орджоникидзе: Сев.-Осет. кн. изд-во, 1963. 54 с.

### Переводы
Переводил также с других языков. Автор 35 переведенных книг.
- Рехвиашвили Ш. Рачинская баллада: стихи и поэма / пер. с груз. Орджоникидзе: Ир, 1969. 52 с.
- Мелналкснис А. В. Проверка связи: стихи / авториз. пер. с латыш. М.: Сов. писатель, 1981. 80 с.
- Мир полон песен: стихи молодых поэтов Узбекистана / пер. с узб. Ташкент: Изд-во лит. и искусства им. Гафура Гуляма, 1982. 103 с.
- Ованес Д. Г. Хлеб и слово: стихи / авториз. пер. с арм. М.: Сов. писатель, 1984. 72 с.
- Солих М. Луна в колодце: стихи / пер. с узб. М.: Сов. писатель, 1985. 78 с.
- Иоаннисиан И. Лирика / пер. с арм. Ереван: Наири, 1994. 204 с. ISBN 5-550-00370-8
- Арамазд С. Разомкнутый круг: стихотворения / пер. с арм. М.: Олма-Пресс, 2003. 204 с. ISBN 5-224-04488-X
- Терьян В. Лирика / пер. с арм. Ереван: Литера, 2006. 160 с. ISBN 99941-901-1-3
- Акопян В. С. Даль крыльев: стихи / пер. с арм. Степанакерт: Вачаган Барепашт, 2008. 304 с. ISBN 978-99941-2-173-1
- Арамазд С. Армен: роман / пер. с арм. М.: Время, 2011. 352 с. ISBN 978-5-9691-0660-4
- Оганесян А. Г. Из глубины молчания: стихи / пер. с арм. Ереван: Литера, 2011. 96 с. ISBN 978-99941-901-2-6
- Ованесян Т. Я женщина, я остров: стихи / пер. с арм. М.: Время, 2016. 208 с. ISBN 978-5-9691-1431-9